# Orthocephalus funestus
Orthocephalus funestus (лат.) — вид клопов из семейства слепняков.

## Описание
Длина тела имаго 4—7 мм. Чёрные; темя с двумя жёлтыми пятнышками. Бёдра, голени и первый членики усиков жёлтые, у самок нередко буроватые или чёрные. Верх тела насекомого покрывают чёрные волоски и густые серебристые чешуйки, которые легко стираются. У самцов крылья развиты полностью, у самок — чаще недоразвитые, короткие.

## Экология
Особи питаются на полыни обыкновенной, Artemisia montana и Artemisia stelleriana.

## Распространение
Распространён на юге Приморского и в Хабаровском краях, в Сахалинской и Амурской областях, на южных Курильских островах, в Японии, северо-восточном Китае и на Корейском полуострове.